# Ademhalingsbeschermingsmasker

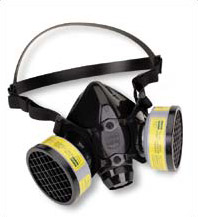
Ademhalingsbeschermingsmasker met verwisselbare filtercassettes

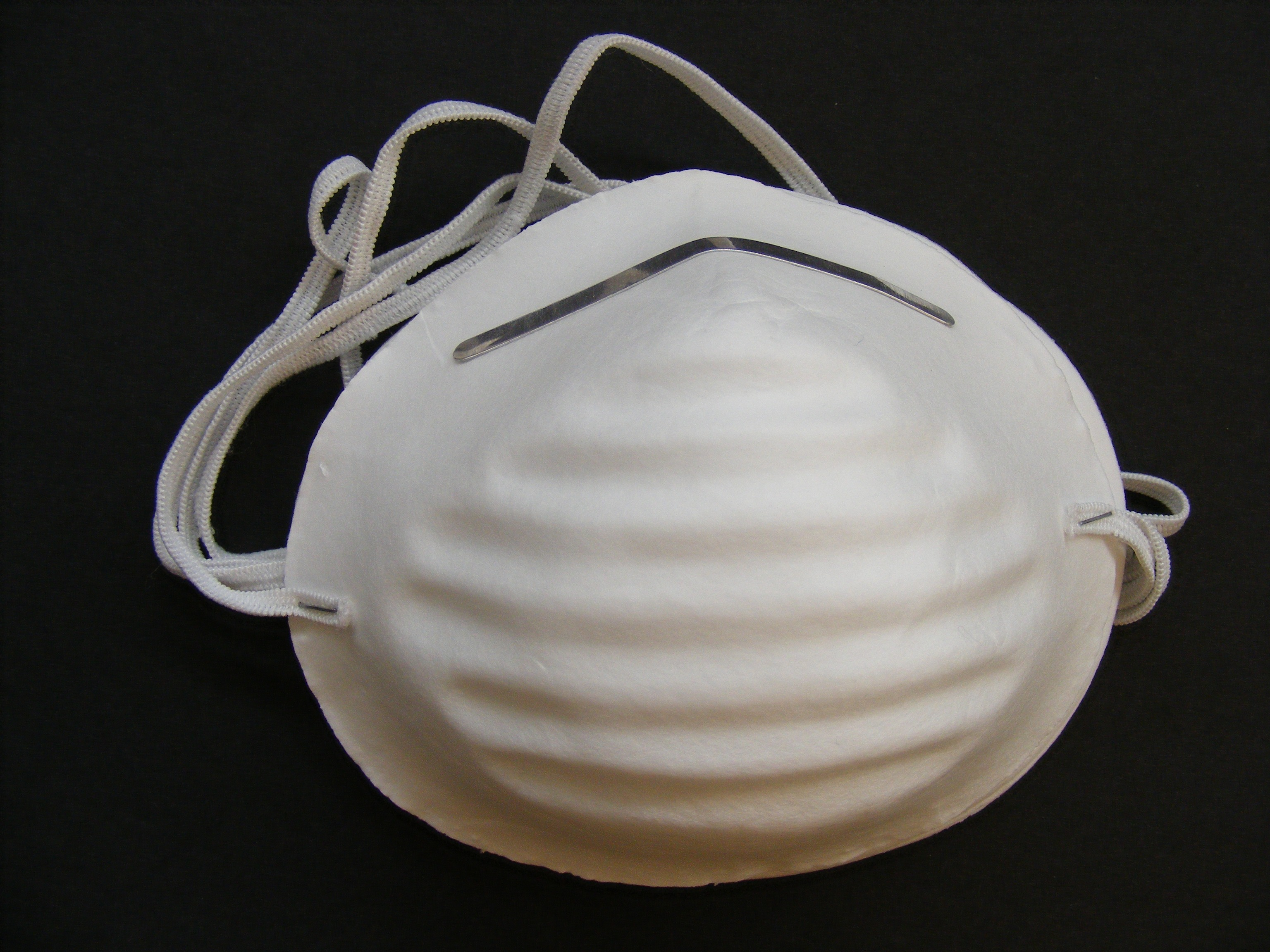
Stofmasker

Een ademhalingsbeschermingsmasker is een mond-neusmasker voorzien van een luchtfilter dat gebruikt wordt als persoonlijk beschermingsmiddel ter bescherming van het ademhalingsstelsel (de respiratoire orgaanstructuren, zoals de trachea, bronchiën en alveoli).
Er bestaan ademhalingsbeschermingsmaskers die alleen de neus en de mond bedekken, en gasmaskers die het volledige gelaat inclusief de ogen bedekken. Een masker kan een uitneembare filtercassette bevatten of in zijn geheel uit een filtertextiel bestaan. Textiele halfgelaatsmaskers worden ook wel aangeduid als mondkapje, meestal voor eenmalig gebruik, bijvoorbeeld als stofmasker.

## Gebruik
Maskers helpen alleen als ze op de juiste manier gebruikt worden: ze moeten langs de randen met zo min mogelijk lekkage aansluiten tegen het gelaat. Bij besmettingsgevaar moeten ze na gebruik veilig weggegooid of gereinigd worden waarbij de handen alleen het elastiek mogen raken. Na gebruik moet handhygiëne toegepast worden. Maskers moeten gebruikt worden in combinatie met toepasselijke beschermende kleding waaronder handschoenen, veiligheidsbril, schort en soms overalls.

## Certificeringen
In de Europese Unie geldt de standaard EN 149 FFP voor ademhalingsbeschermingsmaskers. In de Verenigde Staten geldt de standaard van de NIOSH N95. Deze gecertificeerde maskers zijn vaak gemaakt van kunststoffen.